# Ольховка (Торопецький район)
Ольховка (рос. Ольховка) — присілок в Торопецькому районі Тверської області Російської Федерації.
Населення становить 40 осіб. Входить до складу муніципального утворення Речанське сільське поселення.

## Історія
Від 2005 року входить до складу муніципального утворення Речанське сільське поселення.

## Населення
| 2010 |
| ---- |
| 40   |